# Canadian Pacific Railway

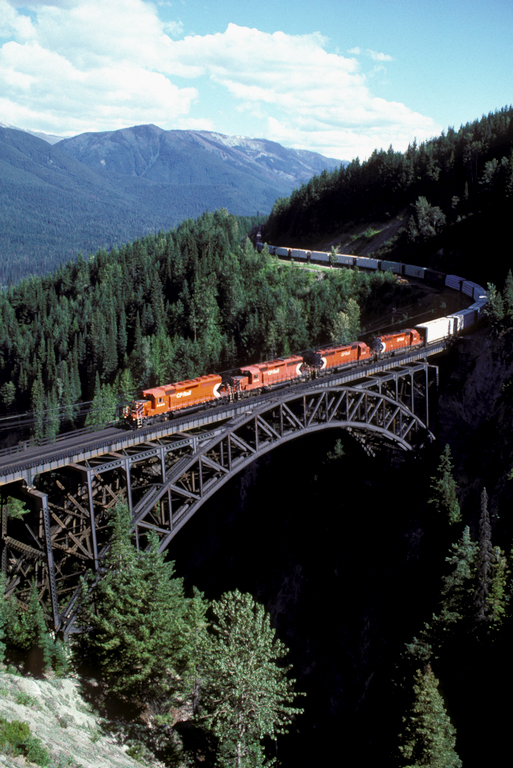
Ett godståg på väg österut på Stony Creek Bridge i närheten av Rogers Pass

Canadian Pacific Railway, mellan 1968 och 1996 CP Rail är en järnväg i Kanada som sköts av företaget Canadian Pacific Railway Ltd. Den sträcker sig från Vancouver till Montréal och har även linjer till flera större städer i USA, som Minneapolis, Chicago och New York. Högkvarteret finns i Calgary.
Järnvägen byggdes ursprungligen mellan östra Kanada och British Columbia under perioden 1881-1885 (linjerna till Ottawa Valley och Georgian Bay byggdes tidigare) och därmed fullföljdes ett löfte som givits till British Columbia, då området gick in i den kanadensiska konfederationen 1871. Den sista spiken slogs i den 7 november 1885.
Järnvägen var den första transkontinentala i Kanada, och numera används den framförallt för godstrafik. Under en lång tid utgjorde det den mest praktiska transportlösningen även för passagerartrafik mellan flera områden i Kanada. Den hade stor betydelse för bosättningen och utvecklingen i västra Kanada. Dess huvudsakliga passagerarservice lades ner 1986 efter att Via Rail startats 1978 och därmed övertagit merparten av passagerartrafiken.
Järnvägens logotyp är en bäver, eftersom det är en av Kanadas nationalsymboler. Järnvägen är också något av en symbol för kanadensisk nationalism.

### Fotnoter
1. ↑  PP Waldenström (5 augusti 1905). ”Genom Canada”. Projekt Runeberg. https://runeberg.org/canadaresa/0041.html. Läst 14 februari 2016.
2. ↑  ”Canadian Pacific Railway” (på engelska). The Canadian Encyclopedia. http://www.thecanadianencyclopedia.ca/en/article/canadian-pacific-railway/. Läst 14 februari 2016.